# جوردون تشايلد
فير غوردون تشايلد (بالإنجليزية: Vere Gordon Childe)، (14 أبريل 1892 – 19 أكتوبر 1957) عالم آثار من مواليد أستراليا، له اكتشافات مهمة في مجال المصنوعات الأوروبية، في ما قبل التاريخ. وقد استحدث وسائل مهمة لتفسير اكتشافاته ألقت الضوء على الحياة الاجتماعية المتغيرة للجماعات البدائية. تضم مطبوعات تشايلد الثلاثمائة: فجر الحضارة (1925م)، الذي يتحدث عن أصول الحضارة وترتيق صورة للماضي (1954م) الذي يتحدث عن وسيلة لتفسير آثار المصنوعات.

## روابط خارجية
- جوردون تشايلد على موقع الموسوعة البريطانية (الإنجليزية)
- جوردون تشايلد على موقع إن إن دي بي (الإنجليزية)